# 卡岩塔鱷屬
卡岩塔鱷屬（屬名：Kayentasuchus）是種原始鱷形超目動物，屬於喙頭鱷亞目，鱷形超目包含現代鱷魚與其史前近親。卡岩塔鱷生存於侏羅紀早期的北美洲，相當於錫內穆階到普林斯巴赫階。

## 發現與命名過程
卡岩塔鱷的正模標本（編號UCMP 131830）是一個破碎的骨骼，在1983年由古生物學家James M. Clark發現。化石發現於亞利桑那州旗桿市的東北方50公里，屬於卡岩塔組（Kayenta Formation）的上層。化石發現於一處砂岩，當時可能是一個河道地形，該挖掘地點還發現了卡岩塔龜、小盾龍、以及三瘤齒獸科的化石。
這個正模標本的狀態破碎，只有頭顱骨、下頜、骨盆、股骨、皮內成骨（Osteoderm）等部位比較完整。卡岩塔鱷的頭部後段平坦、口鼻部高而狹窄，更進階型的鱷形類動物也有類似的頭部外形。下頜修長，前端往上彎曲。牙齒呈圓椎狀，而前後緣沒有鋸齒狀邊緣，這點相當特殊。每塊前上頜骨各有4顆牙齒，每塊上頜骨、齒骨則各有12到13顆牙齒。背部、腹部覆蓋者皮內成骨行程的鱗甲。沿者背部，有兩排鱗甲。股骨修長。
在2002年，James M. Clark等人將這些化石命名為沃克氏卡岩塔鱷（Kayentasuchus walkeri），屬名是以化石發現處的卡岩塔組為名，種名則是紀念已故古生物學家艾力克·沃克（Alick Walker）。根據Clark等人的親緣分支分類法研究，發現卡岩塔鱷與數種喙頭鱷類的演化位置無法確定，跟喙頭鱷、其他鱷形類的關係仍未定。